# Heringsdorf (Holstein Oriental)
Heringsdorf es un municipio situado en el distrito de Holstein Oriental, en el estado federado de Schleswig-Holstein, Alemania. Tiene una población estimada, al 20 de agosto de 2024, de 1192 habitantes.
Está integrado a la mancomunidad de municipios (en alemán, amt) de Oldenburg-Land.